# Danville (Californie)
Pour les articles homonymes, voir Danville.
Danville est une municipalité de Californie aux États-Unis, près de San Francisco et Oakland dont elle constitue une banlieue. Sa population était de 43 341 habitants en 2013.

## Démographie
| 1960  | 1970   | 1980   | 1990   | 2000   | 2010   |
| ----- | ------ | ------ | ------ | ------ | ------ |
| 3 585 | 14 059 | 26 446 | 31 306 | 41 715 | 42 039 |